# Semmelweis Egyetem Patológiai, Igazságügyi és Biztosítási Orvostani Intézet
A Semmelweis Egyetem Patológiai, Igazságügyi és Biztosítási Orvostani Intézet a korábbi Igazságügyi és Biztosítás-orvostani Intézet (régebbi nevén Törvényszéki Orvostani Intézet) valamint a II. Sz. Patológiai Intézet összevonásából létrejött intézet, amely egy nagy múltú budapesti orvosi oktató és kutató egyetemi intézet, a külső klinikai tömb közvetlen szomszédságában.

## Története
Bár már a XVIII. század végétől működött Budapesten államorvostani (azaz közegészségtani és a törvényszéki orvostani) oktatás különböző helyeken, az intézmény mai épületének megtervezésére a Vallás- és Közoktatásügyi Minisztérium az 1880-as években kérte fel a kor ismert építészét, Hauszmann Alajost. A Törvényszéki Orvostani Intézet így az ő tervei alapján épült fel 1886 és 1889 között a Budapest VIII. kerületi Üllői út 93. szám alatt fekvő telken. Hauszmann több orvosi szempontot figyelembe vett a tervezés során, és szándékosan különálló épületet tervezet, hogy a környező kert segítsen folyamatosan átszellőztetni az épület levegőjét. Az intézmény rendeltetéséből kifolyólag elsősorban emberi holttestek vizsgálatára létesült, így Hauszmann a pincében a hűtés céljából jégkamrát, az alsó földszinten hullacsarnokot, a felső földszinten bonctermet, a padláson csontszárítót alakított ki. 
Az épületben működött 1948 óta az egyetem II. Számú Patológiai Intézete is. Kezdetben magát a törvényszéket is erre a telekre tervezték építeni, az azonban végül a belvárosi Markó utcában épült meg.
2022. február 1-től a Semmelweis Egyetem két intézetét összevonták és Patológiai Igazságügyi és Biztosítási Orvostani Intézet néven folytatja munkáját.

## Képtár

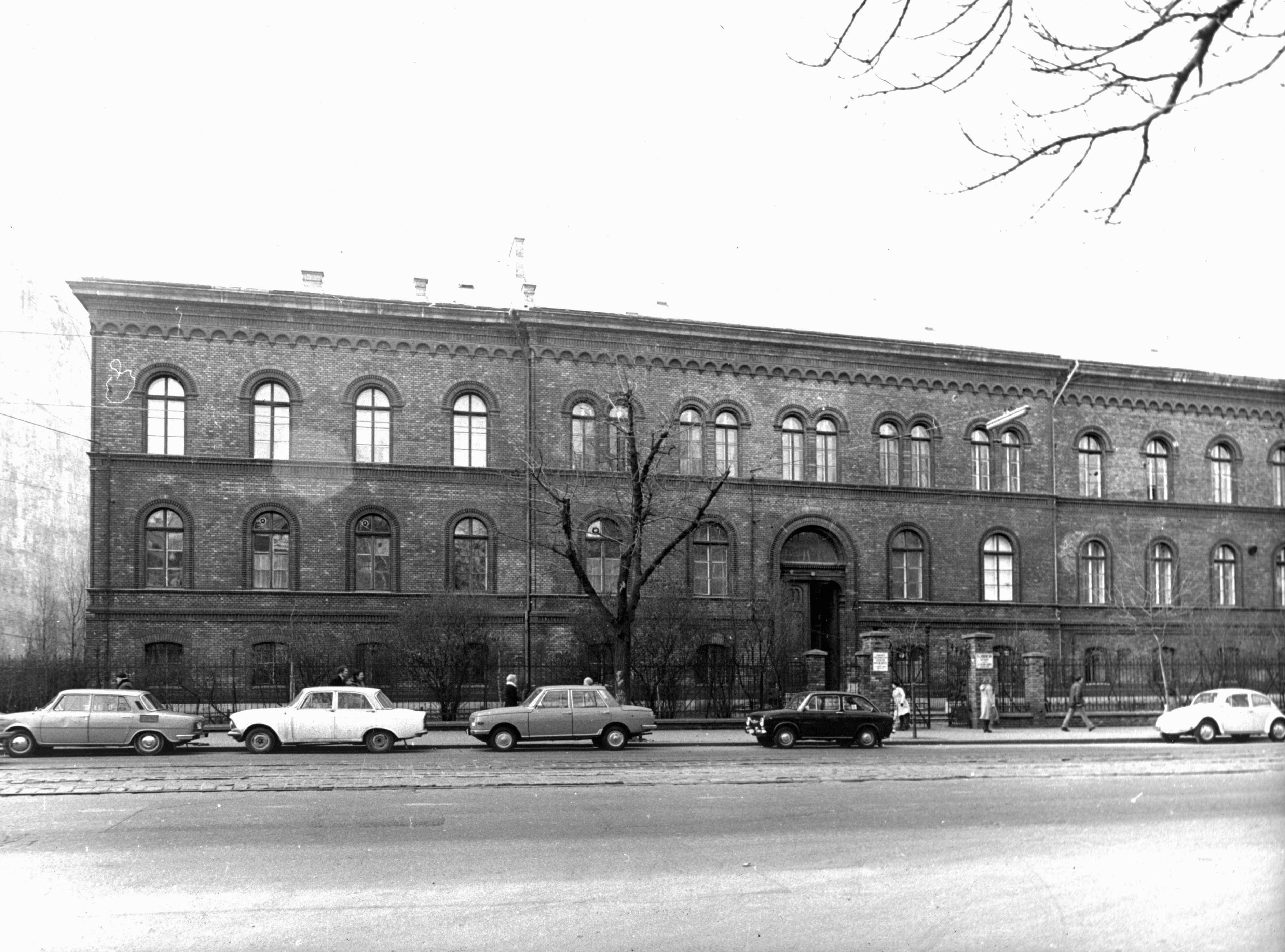
Az épület egy 1970-es évekbeli fényképen
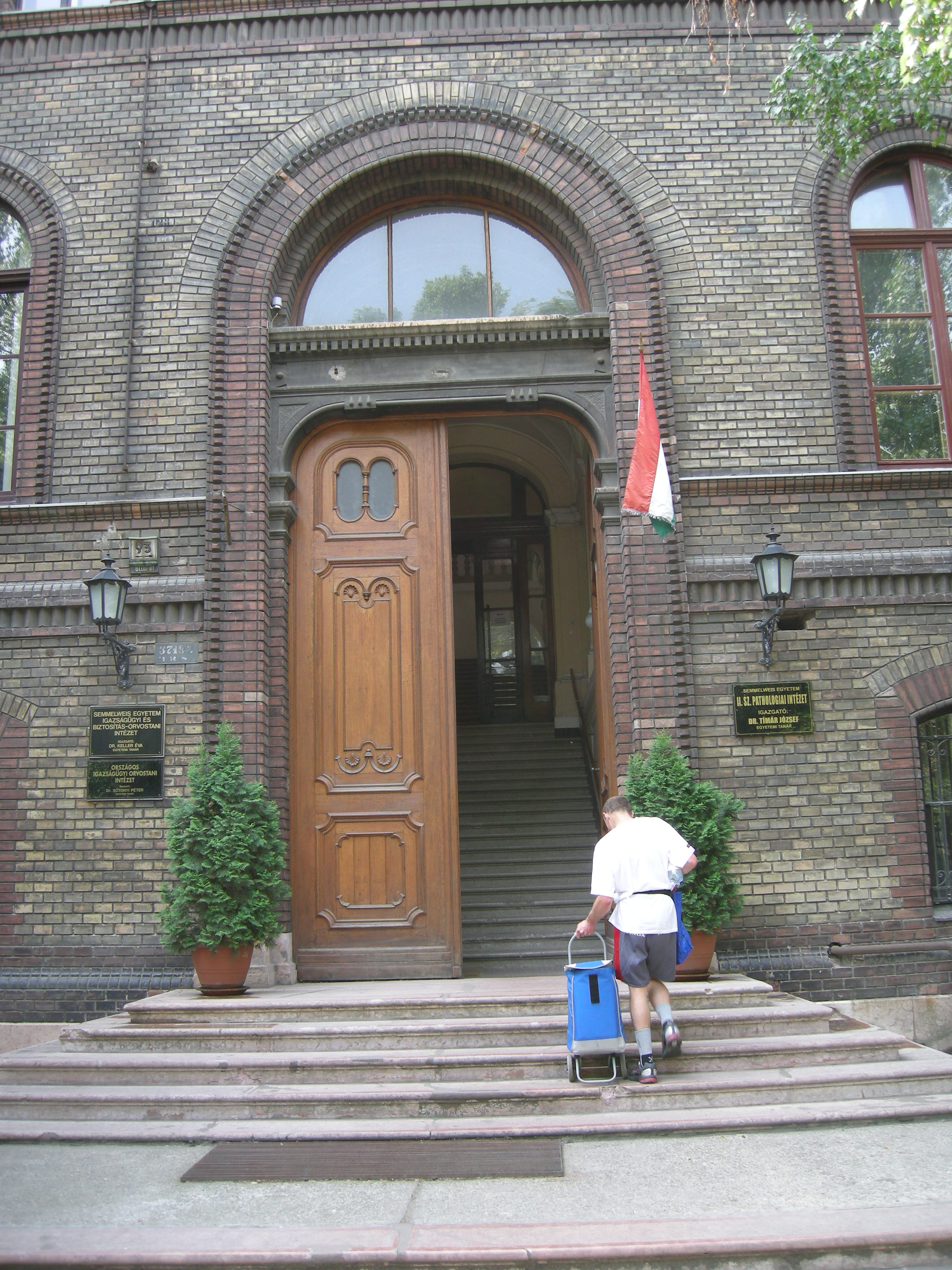
Főbejárat
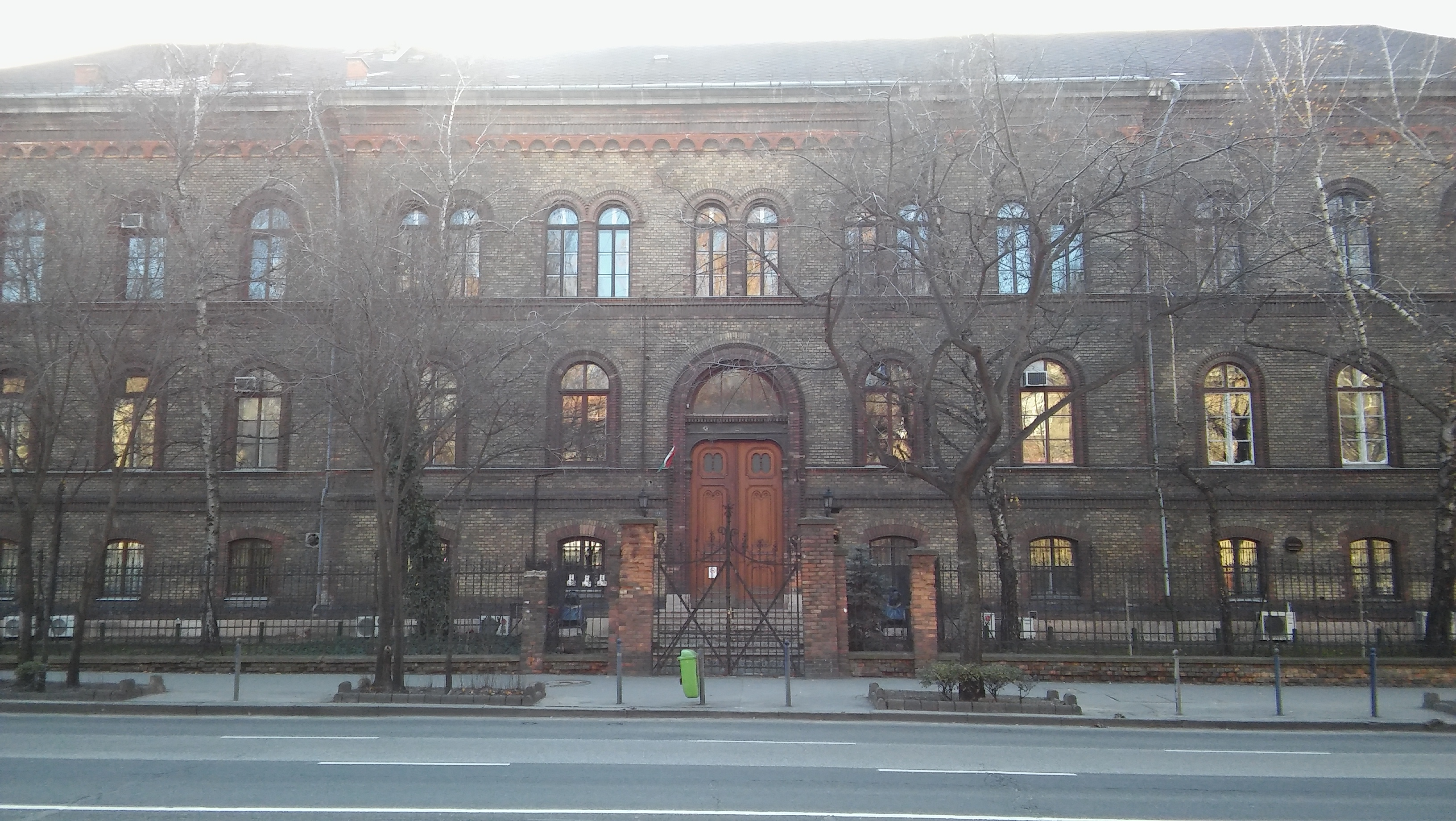
Főhomlokzat
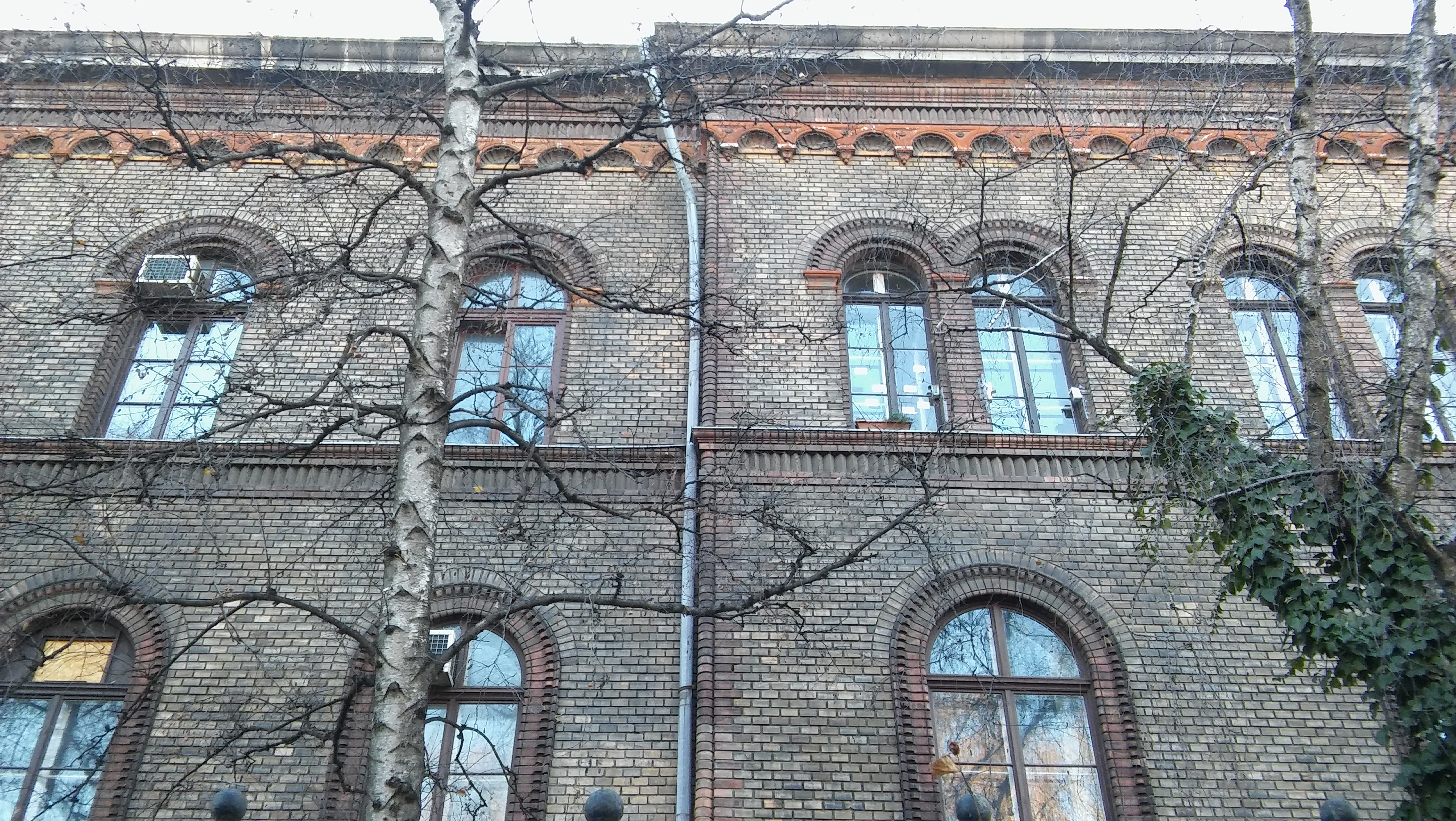
Homlokzatrészlet közelről
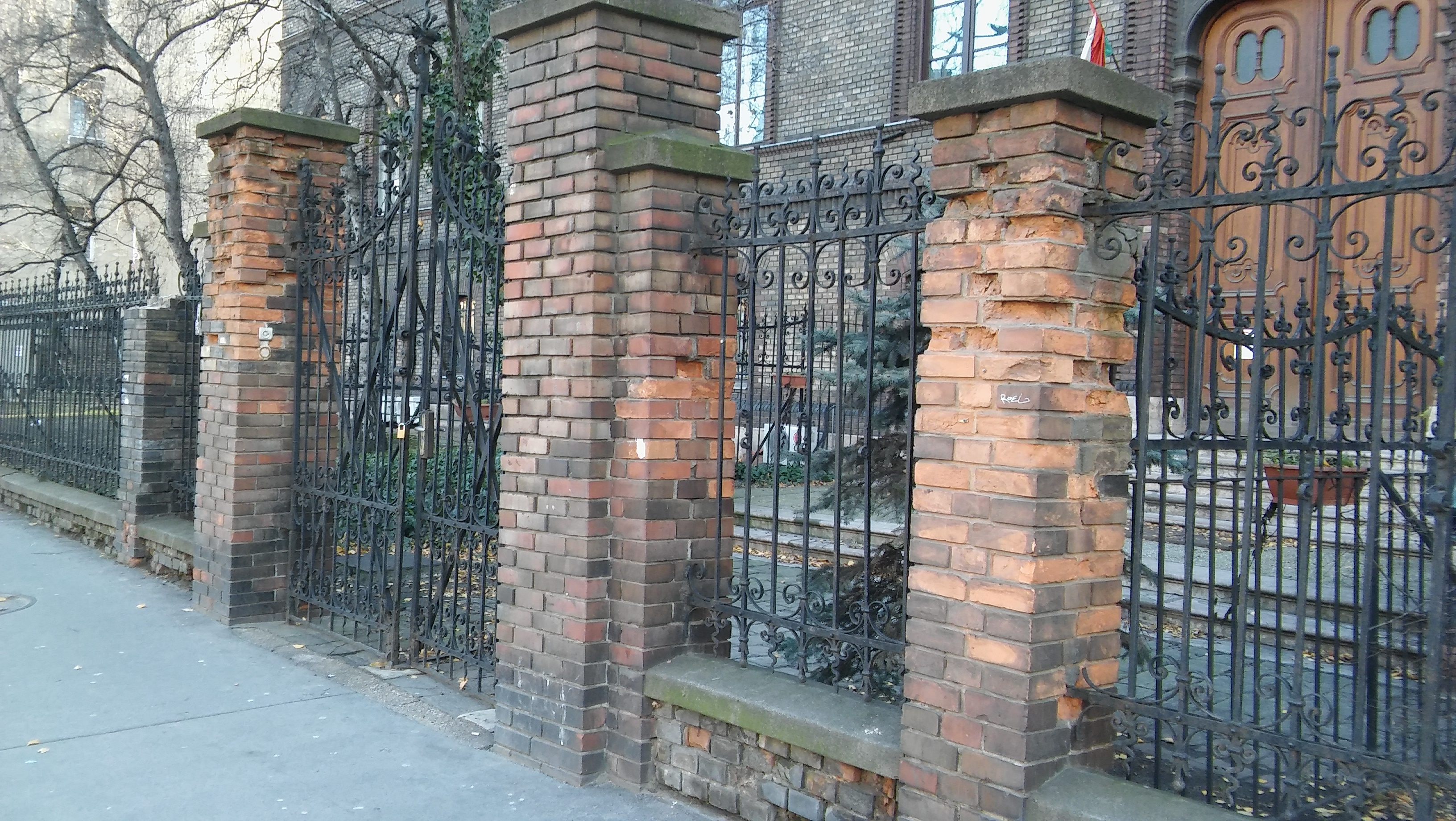
Kertkapu
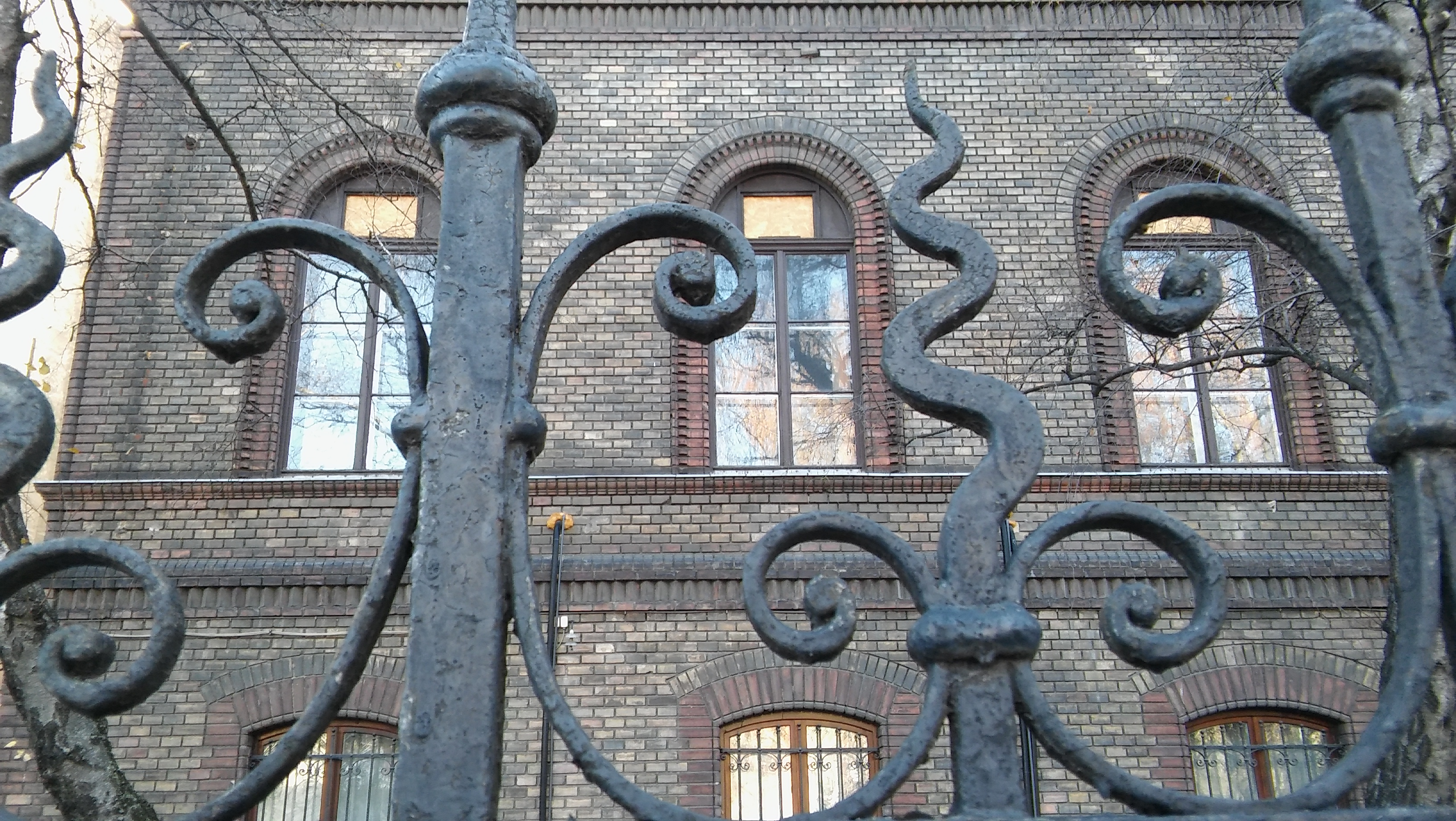
Kerítésdísz
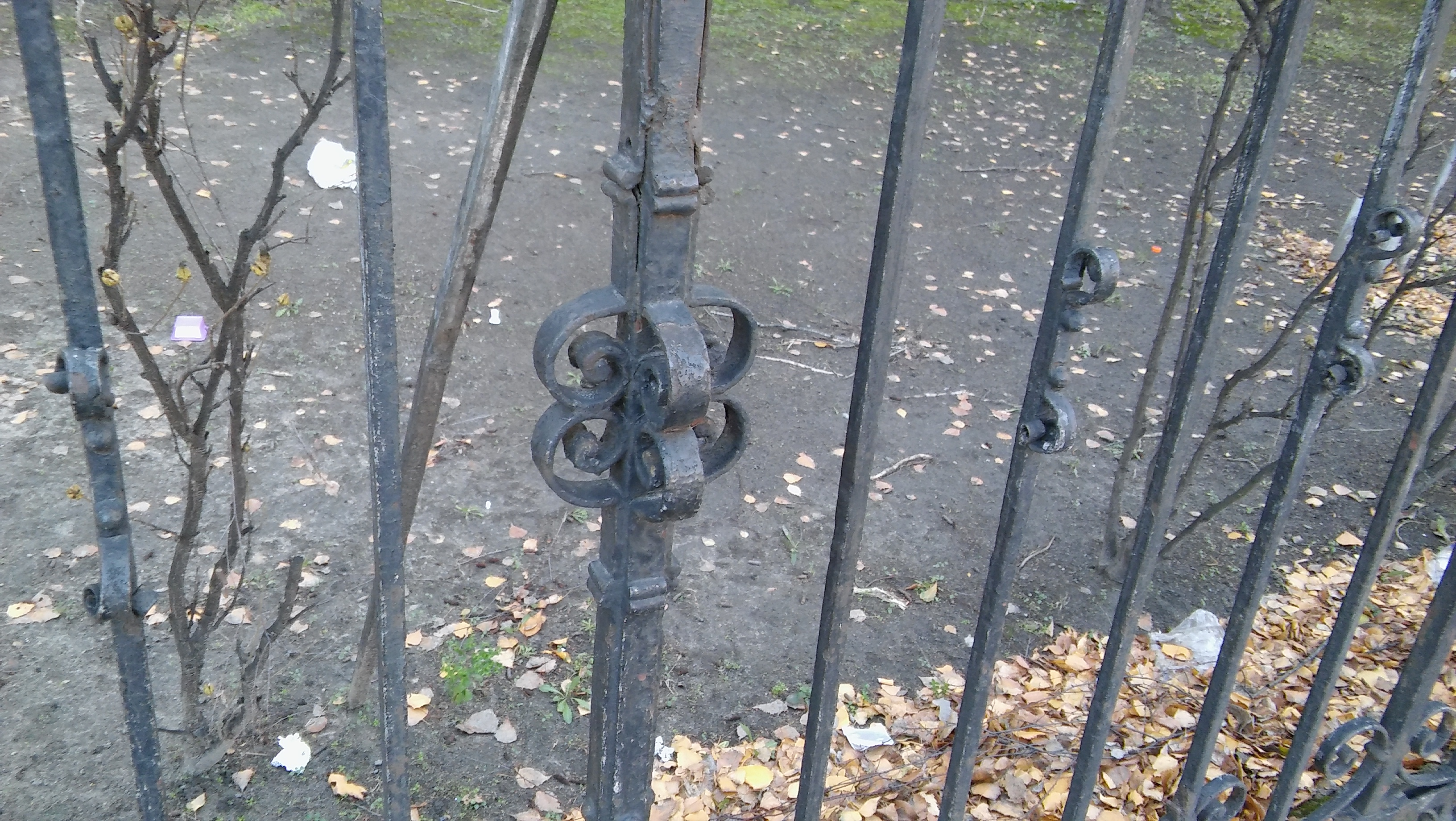
Kerítésdísz
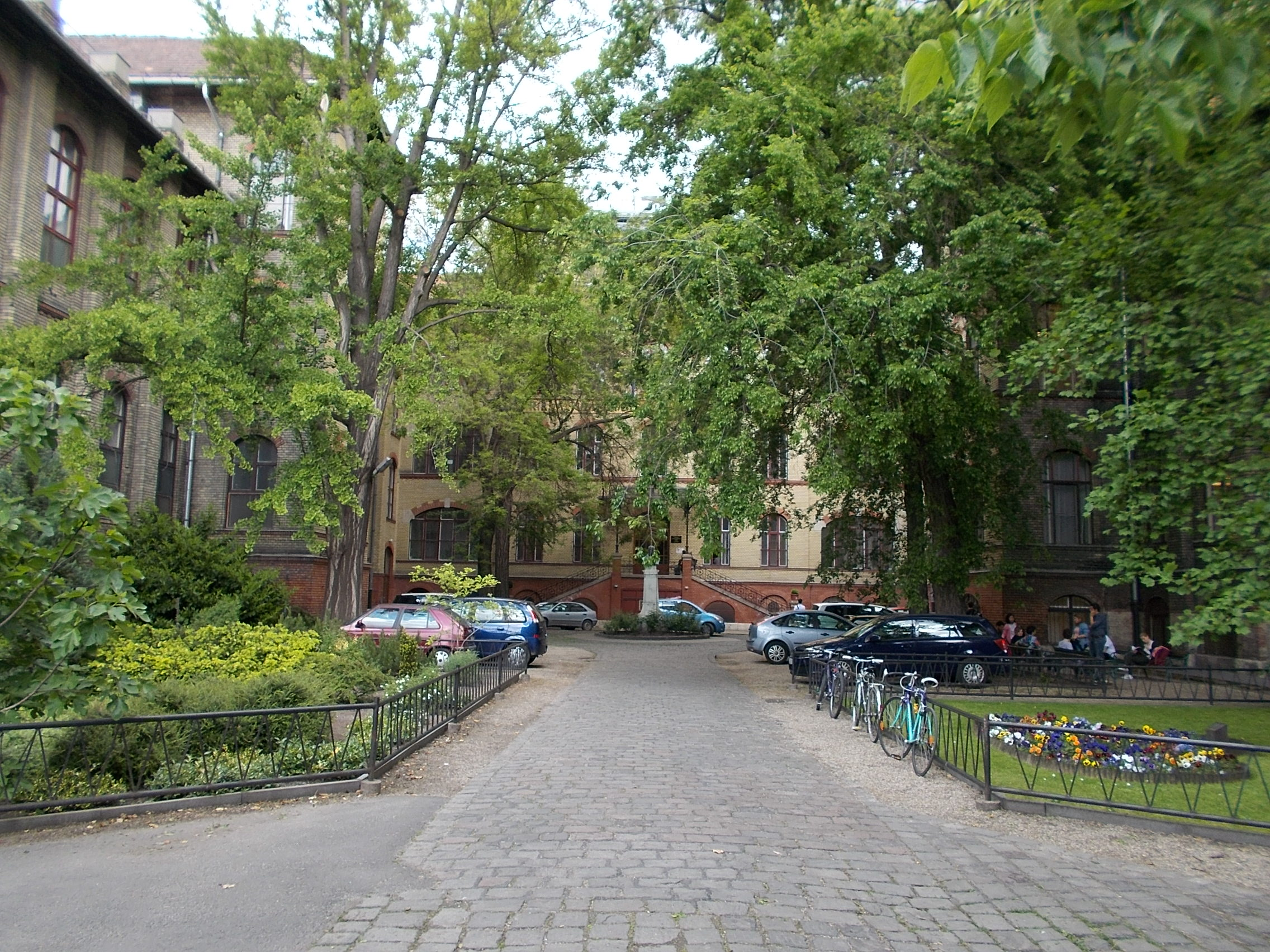
Kert
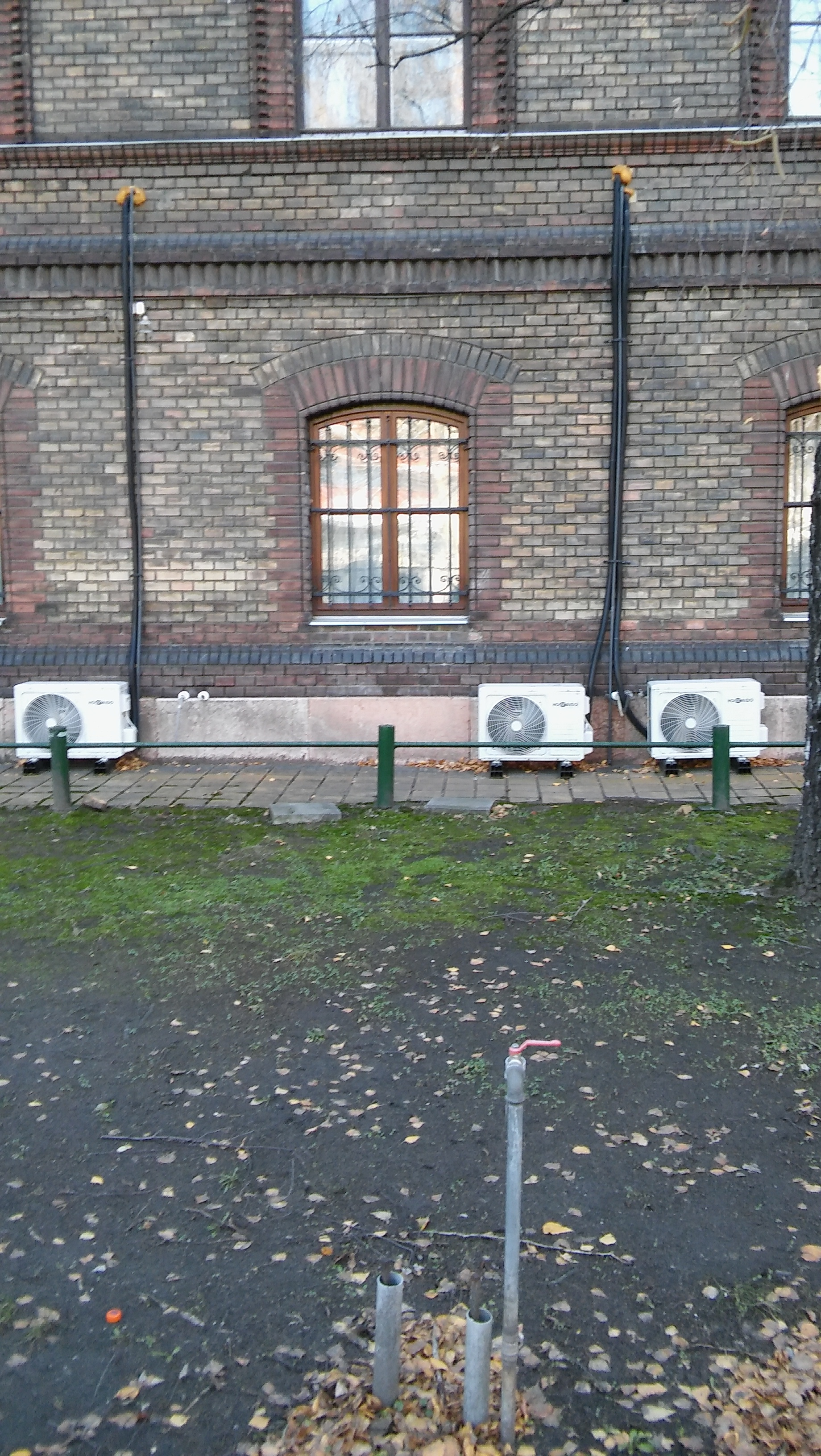
Alagsori ablak
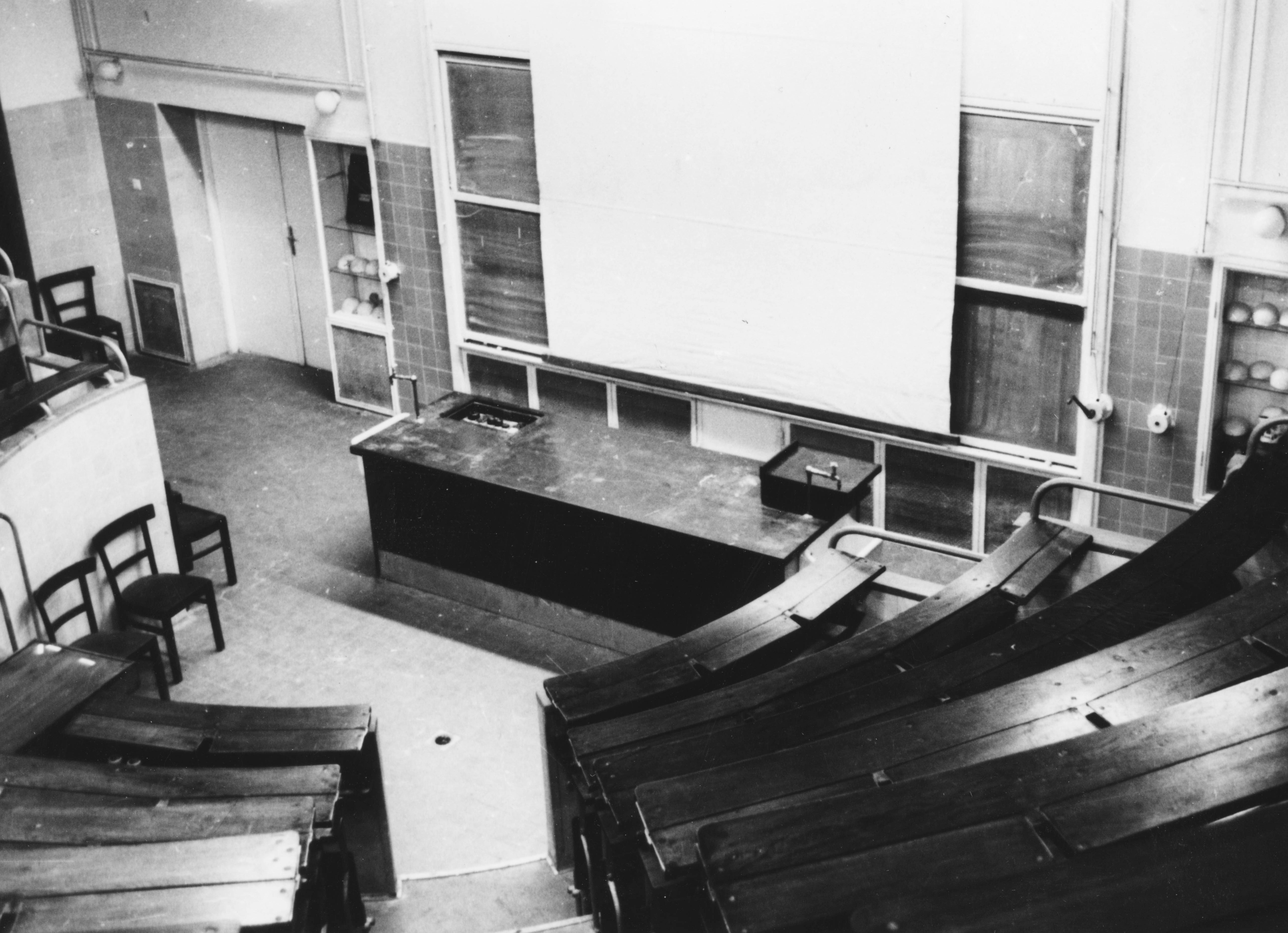
Előadóterem (1965-ös fénykép)

## Egyéb szakirodalom
- Pestessy József: Józsefvárosi orvosok, kórházak, klinikák, Budapest Józsefvárosi Önkormányzat, Budapest, 2002